# Powerslave
Powerslave este al cincilea album de studio al trupei britanice Iron Maiden. Albumul a fost lansat pe 3 septembrie 1984, prin casa de discuri EMI.
Albumul a fost remasterizat în 1998, iar CD-ul conține o secțiune multimedia cu videoclipuri, galerie foto, biografie, linkuri internet și o copertă cu 24 de pagini color cu fotografii și desene cu Eddie, mascota trupei.
Versurile piesei "The Rime of the Ancient Mariner" sunt bazate pe poemul cu același nume de poetul englez Samuel Taylor Coleridge.

## Tracklist
1. "Aces High" (Harris) - 4:29
2. "2 Minutes to Midnight" (Dickinson, Smith) - 5:59
3. "Losfer Words (Big 'Orra)" (Instrumental) (Harris) - 4:12
4. "Flash of the Blade" (Dickinson) - 4:02
5. "The Duellists" (Harris) - 6:06
6. "Back in the Village" (Dickinson, Smith) - 5:20
7. "Powerslave" (Dickinson) - 6:47
8. "Rime of the Ancient Mariner" (Harris) - 13:36

## Componență
- Bruce Dickinson - voce
- Steve Harris - bas
- Adrian Smith - chitară
- Dave Murray - chitară
- Nicko McBrain - baterie

## Alte Persoane
- Frank Gibson – inginer de sunet
- George Marino – masterizare
- Simon Heyworth – remasterizare
- Derek Riggs – artwork și design
- Rod Smallwood – design
- Ross Halfin – foto
- Moshe Brakha – foto